# Rio Grande da Serra
Rio Grande da Serra is een gemeente in de Braziliaanse deelstaat São Paulo. De gemeente telt 41.602 inwoners (schatting 2009).

## Aangrenzende gemeenten
De gemeente grenst aan Ribeirão Pires, Santo André en Suzano.